# Microsorum egregium
Microsorum egregium là một loài thực vật có mạch trong họ Polypodiaceae. Loài này được (Brause) Bosman miêu tả khoa học đầu tiên năm 1991.